# UEFA Nations League 2018/19 Divisie C
De UEFA Nations League 2018/19 Divisie C was de derde divisie van UEFA Nations League. Het toernooi begon in september 2018 en eindigde in november 2018. De winnaars van de 4 groepen van deze divisie promoveerden naar divisie B. Aan dit toernooi deden 15 landen mee. Aanvankelijk zouden de landen die vierde eindigden in de groep en de slechtste nummer drie degraderen naar divisie D, maar dit werd later ongedaan gemaakt door het aantal landen in deze divisie te verhogen van 15 naar 16 in 2020 . Hierdoor promoveerden ook nummers twee van de 4 groepen naar divisie B.

## Beslissingscriteria
Als twee of meer landen in de groep gelijk eindigen, met evenveel punten, dan gelden de volgende criteria om te bepalen welk landen boven de ander eindigt:
1. Hoogste aantal punten verkregen bij de onderlinge wedstrijden tussen de teams;
2. Doelsaldo verkregen bij de onderlinge wedstrijden tussen de gelijk eindigende teams (als er meer dan twee teams gelijk staan);
3. Hoogste aantal gescoorde doelpunten verkregen bij de onderlinge wedstrijden tussen de teams (als er meer dan twee teams gelijk staan);
4. Hoogste aantal gescoorde uitdoelpunten verkregen bij de onderlinge wedstrijden tussen de teams
5. Als er na criteria 1 tot en met 4 nog steeds landen gelijk staan dan gelden de volgende criteria:
6. Doelsaldo in alle groepswedstrijden;
7. Aantal doelpunten gescoord in alle groepswedstrijden;
8. Aantal uitdoelpunten gescoord in alle groepswedstrijden;
9. Aantal overwinningen in alle groepswedstrijden;
10. Aantal uitoverwinningen in alle groepswedstrijden;
11. Fair-Playklassement van het toernooi (1 punt voor een enkele gele kaart, 3 punten voor een rode kaart ten gevolge van 2 gele kaarten, 3 punten voor een directe rode kaart, 4 punten voor een gele kaart gevolgd door een directe rode kaart);
12. Positie op de UEFA-coëfficiëntenranglijst;

Om te bepalen wat de slechtste derde geplaatste land is in deze divisie, worden de resultaten tegen de vierde plaats niet meegerekend. In deze divisie is er namelijk 1 poule met een land minder dan de andere. Hiervoor gelden de volgende criteria:
1. Hoger aantal punten;
2. Doelsaldo
3. Aantal doelpunten gescoord
4. Aantal uitdoelpunten gescoord
5. Aantal overwinningen
6. Aantal uitoverwinningen
7. Fair-Playklassement van het toernooi (1 punt voor een enkele gele kaart, 3 punten voor een rode kaart ten gevolge van 2 gele kaarten, 3 punten voor een directe rode kaart, 4 punten voor een gele kaart gevolgd door een directe rode kaart);
8. Positie op de UEFA-coëfficiëntenranglijst;

## Deelnemende landen
De loting vond plaats op woensdag 24 januari 2018 in Lausanne, Zwitserland. Vanwege winterse beperkingen kunnen ook maximaal 2 van de volgende landen bij elkaar loten: Noorwegen, Finland, Litouwen en Estland.
| Team           | UEFA-coëfficiënt | Plaats |
| -------------- | ---------------- | ------ |
| Hongarije      | 26,486           | 25     |
| Roemenië (PO)  | 26,057           | 26     |
| Schotland (PO) | 25,662           | 27     |
| Slovenië       | 25,148           | 28     |

| Team           | UEFA-coëfficiënt | Plaats |
| -------------- | ---------------- | ------ |
| Griekenland    | 24,931           | 29     |
| Servië (PO)    | 24,847           | 30     |
| Albanië        | 24,430           | 31     |
| Noorwegen (PO) | 24,208           | 32     |

| Team           | UEFA-coëfficiënt | Ranking |
| -------------- | ---------------- | ------- |
| Montenegro     | 23,912           | 33      |
| Israël (PO)    | 22,792           | 34      |
| Bulgarije (PO) | 22,091           | 35      |
| Finland        | 20,501           | 36      |

| Team     | UEFA-coëfficiënt | Plaats |
| -------- | ---------------- | ------ |
| Cyprus   | 19,491           | 37     |
| Estland  | 19,441           | 38     |
| Litouwen | 18,101           | 39     |

| Legenda |                                            |
|         | Gepromoveerd naar een hogere divisie.      |
| PO      | Gekwalificeerd voor play-off voor EK 2020. |

## Groepen en wedstrijden

### Groep 1
| Pos | Team      | Wed | W | G | V | Ptn | DV | DT | +/− | Promotie                |
| --- | --------- | --- | - | - | - | --- | -- | -- | --- | ----------------------- |
| 1   | Schotland | 4   | 3 | 0 | 1 | 9   | 10 | 4  | +6  | Promotie naar divisie B |
| 2   | Israël    | 4   | 2 | 0 | 2 | 6   | 6  | 5  | +1  | Promotie naar divisie B |
| 3   | Albanië   | 4   | 1 | 0 | 3 | 3   | 1  | 8  | −7  |                         |

|                                                   |           |       |        |                                                                          |
| 7 september 2018 «onderlinge duels» 20:45 (UTC+2) | Albanië   | 1 − 0 | Israël | Elbasan Arena, Elbasan Toeschouwers: 4.126 Scheidsrechter: Viktor Kassai |
| 7 september 2018 «onderlinge duels» 20:45 (UTC+2) | Xhaka 55' |       |        | Elbasan Arena, Elbasan Toeschouwers: 4.126 Scheidsrechter: Viktor Kassai |

|                                                    |                                  |       |         |                                                                      |
| 10 september 2018 «onderlinge duels» 19:45 (UTC+1) | Schotland                        | 2 − 0 | Albanië | Hampden Park, Glasgow Toeschouwers: 17.455 Scheidsrechter: Matej Jug |
| 10 september 2018 «onderlinge duels» 19:45 (UTC+1) | Djimsiti 47' (e.d.) Naismith 68' |       |         | Hampden Park, Glasgow Toeschouwers: 17.455 Scheidsrechter: Matej Jug |

|                                                  |                               |       |                                     |                                                                                |
| 11 oktober 2018 «onderlinge duels» 21:45 (UTC+3) | Israël                        | 2 − 1 | Schotland                           | Sammy Oferstadion, Haifa Toeschouwers: 10.234 Scheidsrechter: Daniel Stefański |
| 11 oktober 2018 «onderlinge duels» 21:45 (UTC+3) | Peretz 52' Tierney 75' (e.d.) |       | 25' (pen.) Mulgrew 29', 62' Souttar | Sammy Oferstadion, Haifa Toeschouwers: 10.234 Scheidsrechter: Daniel Stefański |

|                                                  |                   |       |         |                                                                                |
| 14 oktober 2018 «onderlinge duels» 21:45 (UTC+3) | Israël            | 2 − 0 | Albanië | Turnerstadion, Beër Sjeva Toeschouwers: 14.950 Scheidsrechter: Paolo Mazzoleni |
| 14 oktober 2018 «onderlinge duels» 21:45 (UTC+3) | Hemed 8' Saba 83' |       |         | Turnerstadion, Beër Sjeva Toeschouwers: 14.950 Scheidsrechter: Paolo Mazzoleni |

|                                                   |                 |       |                                                   |                                                                                      |
| 17 november 2018 «onderlinge duels» 20:45 (UTC+1) | Albanië         | 0 − 4 | Schotland                                         | Loro Boriçistadion, Shkodër Toeschouwers: 8.632 Scheidsrechter: Vladislav Bezborodov |
| 17 november 2018 «onderlinge duels» 20:45 (UTC+1) | Mavraj 22', 22' |       | 14' Fraser 45+2' (pen.) Fletcher 55', 67' Forrest | Loro Boriçistadion, Shkodër Toeschouwers: 8.632 Scheidsrechter: Vladislav Bezborodov |

|                                                 |                       |       |                     |                                                                        |
| 20 november 2018 «onderlinge duels» 19:45 (UTC) | Schotland             | 3 − 2 | Israël              | Hampden Park, Glasgow Toeschouwers: 21.281 Scheidsrechter: Tobias Welz |
| 20 november 2018 «onderlinge duels» 19:45 (UTC) | Forrest 34', 43', 64' |       | 9' Kayal 75' Zahavi | Hampden Park, Glasgow Toeschouwers: 21.281 Scheidsrechter: Tobias Welz |

### Groep 2
| Pos | Team        | Wed | W | G | V | Ptn | DV | DT | +/− | Promotie                |
| --- | ----------- | --- | - | - | - | --- | -- | -- | --- | ----------------------- |
| 1   | Finland     | 6   | 4 | 0 | 2 | 12  | 5  | 3  | +2  | Promotie naar divisie B |
| 2   | Hongarije   | 6   | 3 | 1 | 2 | 10  | 9  | 6  | +3  | Promotie naar divisie B |
| 3   | Griekenland | 6   | 3 | 0 | 3 | 9   | 4  | 5  | −1  |                         |
| 4   | Estland     | 6   | 1 | 1 | 4 | 4   | 4  | 8  | −4  |                         |

|                                                   |          |       |           |                                                                                |
| 8 september 2018 «onderlinge duels» 19:00 (UTC+3) | Finland  | 1 − 0 | Hongarije | Ratina Stadion, Tampere Toeschouwers: 10.220 Scheidsrechter: Gediminas Mažeika |
| 8 september 2018 «onderlinge duels» 19:00 (UTC+3) | Pukki 7' |       |           | Ratina Stadion, Tampere Toeschouwers: 10.220 Scheidsrechter: Gediminas Mažeika |

|                                                   |         |               |             |                                                                               |
| 8 september 2018 «onderlinge duels» 21:45 (UTC+3) | Estland | 0 − 1         | Griekenland | A. Le Coq Arena, Tallinn Toeschouwers: 5.567 Scheidsrechter: Serdar Gözübüyük |
| 8 september 2018 «onderlinge duels» 21:45 (UTC+3) |         | 14' Fortounis |             | A. Le Coq Arena, Tallinn Toeschouwers: 5.567 Scheidsrechter: Serdar Gözübüyük |

|                                                    |                             |       |             |                                                                             |
| 11 september 2018 «onderlinge duels» 20:45 (UTC+2) | Hongarije                   | 2 − 1 | Griekenland | Groupama Arena, Boedapest Toeschouwers: 0 Scheidsrechter: Aleksej Koelbakov |
| 11 september 2018 «onderlinge duels» 20:45 (UTC+2) | Sallai 15' Kleinheisler 43' |       | 18' Manolas | Groupama Arena, Boedapest Toeschouwers: 0 Scheidsrechter: Aleksej Koelbakov |

|                                                    |           |       |         |                                                                          |
| 11 september 2018 «onderlinge duels» 21:45 (UTC+3) | Finland   | 1 − 0 | Estland | Veritasstadion, Turku Toeschouwers: 4.632 Scheidsrechter: Orel Grinfeeld |
| 11 september 2018 «onderlinge duels» 21:45 (UTC+3) | Pukki 12' |       |         | Veritasstadion, Turku Toeschouwers: 4.632 Scheidsrechter: Orel Grinfeeld |

|                                                  |         |             |         |                                                                           |
| 12 oktober 2018 «onderlinge duels» 21:45 (UTC+3) | Estland | 0 − 1       | Finland | A. Le Coq Arena, Tallinn Toeschouwers: 8.087 Scheidsrechter: Craig Pawson |
| 12 oktober 2018 «onderlinge duels» 21:45 (UTC+3) |         | 90+1' Pukki |         | A. Le Coq Arena, Tallinn Toeschouwers: 8.087 Scheidsrechter: Craig Pawson |

|                                                  |               |       |           |                                                                                             |
| 12 oktober 2018 «onderlinge duels» 21:45 (UTC+3) | Griekenland   | 1 − 0 | Hongarije | Olympisch Stadion Spyridon Louis, Athene Toeschouwers: 9.040 Scheidsrechter: Tobias Stieler |
| 12 oktober 2018 «onderlinge duels» 21:45 (UTC+3) | Mitroglou 65' |       |           | Olympisch Stadion Spyridon Louis, Athene Toeschouwers: 9.040 Scheidsrechter: Tobias Stieler |

|                                                  |                                      |       |                             |                                                                            |
| 15 oktober 2018 «onderlinge duels» 21:45 (UTC+3) | Estland                              | 3 − 3 | Hongarije                   | A. Le Coq Arena, Tallinn Toeschouwers: 3.043 Scheidsrechter: Halis Özkahya |
| 15 oktober 2018 «onderlinge duels» 21:45 (UTC+3) | Luts 20' Pátkai 70' (e.d.) Anier 79' |       | 24' D. Nagy 54', 81' Szalai | A. Le Coq Arena, Tallinn Toeschouwers: 3.043 Scheidsrechter: Halis Özkahya |

|                                                  |                      |       |             |                                                                        |
| 15 oktober 2018 «onderlinge duels» 21:45 (UTC+3) | Finland              | 2 − 0 | Griekenland | Ratina Stadion, Tampere Toeschouwers: 10.107 Scheidsrechter: Paweł Gil |
| 15 oktober 2018 «onderlinge duels» 21:45 (UTC+3) | Soiri 46' Kamara 89' |       |             | Ratina Stadion, Tampere Toeschouwers: 10.107 Scheidsrechter: Paweł Gil |

|                                                   |                     |       |         |                                                                           |
| 15 november 2018 «onderlinge duels» 20:45 (UTC+1) | Hongarije           | 2 − 0 | Estland | Groupama Arena, Boedapest Toeschouwers: 7.775 Scheidsrechter: Enea Jorgji |
| 15 november 2018 «onderlinge duels» 20:45 (UTC+1) | Orban 8' Szalai 69' |       |         | Groupama Arena, Boedapest Toeschouwers: 7.775 Scheidsrechter: Enea Jorgji |

|                                                   |                     |       |         |                                                                                         |
| 15 november 2018 «onderlinge duels» 21:45 (UTC+2) | Griekenland         | 1 − 0 | Finland | Olympisch Stadion Spyridon Louis, Athene Toeschouwers: 6.376 Scheidsrechter: Luca Banti |
| 15 november 2018 «onderlinge duels» 21:45 (UTC+2) | Granlund 25' (e.d.) |       |         | Olympisch Stadion Spyridon Louis, Athene Toeschouwers: 6.376 Scheidsrechter: Luca Banti |

|                                                   |             |                         |         |                                                                                               |
| 18 november 2018 «onderlinge duels» 21:45 (UTC+2) | Griekenland | 0 − 1                   | Estland | Olympisch Stadion Spyridon Louis, Athene Toeschouwers: 5.179 Scheidsrechter: Jevhen Aranovsky |
| 18 november 2018 «onderlinge duels» 21:45 (UTC+2) |             | 44' (e.d.) Lambropoulos |         | Olympisch Stadion Spyridon Louis, Athene Toeschouwers: 5.179 Scheidsrechter: Jevhen Aranovsky |

|                                                   |                        |       |         |                                                                             |
| 18 november 2018 «onderlinge duels» 21:45 (UTC+2) | Hongarije              | 2 − 0 | Finland | Groupama Arena, Boedapest Toeschouwers: 9.200 Scheidsrechter: Slavko Vinčić |
| 18 november 2018 «onderlinge duels» 21:45 (UTC+2) | Szalai 29' Á. Nagy 37' |       |         | Groupama Arena, Boedapest Toeschouwers: 9.200 Scheidsrechter: Slavko Vinčić |

### Groep 3
| Pos | Team      | Wed | W | G | V | Ptn | DV | DT | +/− | Promotie                |
| --- | --------- | --- | - | - | - | --- | -- | -- | --- | ----------------------- |
| 1   | Noorwegen | 6   | 4 | 1 | 1 | 13  | 7  | 2  | +5  | Promotie naar divisie B |
| 2   | Bulgarije | 6   | 3 | 2 | 1 | 11  | 7  | 5  | +2  | Promotie naar divisie B |
| 3   | Cyprus    | 6   | 1 | 2 | 3 | 5   | 5  | 9  | −4  |                         |
| 4   | Slovenië  | 6   | 0 | 3 | 3 | 3   | 5  | 8  | −3  |                         |

|                                                   |          |       |               |                                                                            |
| 6 september 2018 «onderlinge duels» 20:45 (UTC+2) | Slovenië | 1 − 2 | Bulgarije     | Stožicestadion, Ljubljana Toeschouwers: 5.100 Scheidsrechter: Davide Massa |
| 6 september 2018 «onderlinge duels» 20:45 (UTC+2) | Zajc 40' |       | 3', 59' Kraev | Stožicestadion, Ljubljana Toeschouwers: 5.100 Scheidsrechter: Davide Massa |

|                                                   |                   |       |        |                                                                         |
| 6 september 2018 «onderlinge duels» 20:45 (UTC+2) | Noorwegen         | 2 − 0 | Cyprus | Ullevaalstadion, Oslo Toeschouwers: 6.572 Scheidsrechter: István Kovács |
| 6 september 2018 «onderlinge duels» 20:45 (UTC+2) | Johansen 21', 43' |       |        | Ullevaalstadion, Oslo Toeschouwers: 6.572 Scheidsrechter: István Kovács |

|                                                   |             |       |                    |                                                                                            |
| 9 september 2018 «onderlinge duels» 19:00 (UTC+3) | Bulgarije   | 1 − 0 | Noorwegen          | Vasil Levski Nationaal Stadion, Sofia Toeschouwers: 7.100 Scheidsrechter: Daniel Stefański |
| 9 september 2018 «onderlinge duels» 19:00 (UTC+3) | Vasilev 59' |       | 80', 89' Nordtveit | Vasil Levski Nationaal Stadion, Sofia Toeschouwers: 7.100 Scheidsrechter: Daniel Stefański |

|                                                   |                                    |       |           |                                                                           |
| 9 september 2018 «onderlinge duels» 21:45 (UTC+3) | Cyprus                             | 2 − 1 | Slovenië  | GSP-stadion, Nicosia Toeschouwers: 1.115 Scheidsrechter: Andris Treimanis |
| 9 september 2018 «onderlinge duels» 21:45 (UTC+3) | Sotiriou 70' Stojanović 90' (e.d.) |       | 55' Berić | GSP-stadion, Nicosia Toeschouwers: 1.115 Scheidsrechter: Andris Treimanis |

|                                                  |              |       |          |                                                                           |
| 13 oktober 2018 «onderlinge duels» 18:00 (UTC+1) | Noorwegen    | 1 − 0 | Slovenië | Ullevaalstadion, Oslo Toeschouwers: 14.712 Scheidsrechter: Daniel Siebert |
| 13 oktober 2018 «onderlinge duels» 18:00 (UTC+1) | Selnæs 45+5' |       |          | Ullevaalstadion, Oslo Toeschouwers: 14.712 Scheidsrechter: Daniel Siebert |

|                                                  |                          |       |              |                                                                                            |
| 13 oktober 2018 «onderlinge duels» 21:45 (UTC+3) | Bulgarije                | 2 − 1 | Cyprus       | Vasil Levski Nationaal Stadion, Sofia Toeschouwers: 10.000 Scheidsrechter: Srđan Jovanović |
| 13 oktober 2018 «onderlinge duels» 21:45 (UTC+3) | Despodov 59' Nedelev 68' |       | 41' Kastanos | Vasil Levski Nationaal Stadion, Sofia Toeschouwers: 10.000 Scheidsrechter: Srđan Jovanović |

|                                                  |                 |       |           |                                                                       |
| 16 oktober 2018 «onderlinge duels» 20:45 (UTC+1) | Noorwegen       | 1 − 0 | Bulgarije | Ullevaalstadion, Oslo Toeschouwers: 9.523 Scheidsrechter: John Beaton |
| 16 oktober 2018 «onderlinge duels» 20:45 (UTC+1) | Elyounoussi 31' |       |           | Ullevaalstadion, Oslo Toeschouwers: 9.523 Scheidsrechter: John Beaton |

|                                                  |                             |       |                                                |                                                                                             |
| 16 oktober 2018 «onderlinge duels» 20:45 (UTC+1) | Slovenië                    | 1 − 1 | Cyprus                                         | Stožicestadion, Ljubljana Toeschouwers: 5.318 Scheidsrechter: Mads-Kristoffer Kristoffersen |
| 16 oktober 2018 «onderlinge duels» 20:45 (UTC+1) | Skubic 83' Iličić 1', 90+2' |       | 37' Papoulis 21', 66' Kastanos 90+6' Demetriou | Stožicestadion, Ljubljana Toeschouwers: 5.318 Scheidsrechter: Mads-Kristoffer Kristoffersen |

|                                                   |               |       |                     |                                                                            |
| 16 november 2018 «onderlinge duels» 21:45 (UTC+3) | Cyprus        | 1 − 1 | Bulgarije           | GSP-stadion, Nicosia Toeschouwers: 3.844 Scheidsrechter: Mohammed Al-Hakim |
| 16 november 2018 «onderlinge duels» 21:45 (UTC+3) | Zachariou 24' |       | 89' (pen.) Dimitrov | GSP-stadion, Nicosia Toeschouwers: 3.844 Scheidsrechter: Mohammed Al-Hakim |

|                                                   |           |       |             |                                                                             |
| 16 november 2018 «onderlinge duels» 20:45 (UTC+1) | Slovenië  | 1 − 1 | Noorwegen   | Stožicestadion, Ljubljana Toeschouwers: 10.254 Scheidsrechter: Ruddy Buquet |
| 16 november 2018 «onderlinge duels» 20:45 (UTC+1) | Verbič 9' |       | 85' Johnsen | Stožicestadion, Ljubljana Toeschouwers: 10.254 Scheidsrechter: Ruddy Buquet |

|                                                   |            |       |          |                                                                                         |
| 19 november 2018 «onderlinge duels» 21:45 (UTC+2) | Bulgarije  | 1 − 1 | Slovenië | Vasil Levski Nationaal Stadion, Sofia Toeschouwers: 3.092 Scheidsrechter: Hüseyin Göçek |
| 19 november 2018 «onderlinge duels» 21:45 (UTC+2) | Ivanov 68' |       | 75' Zajc | Vasil Levski Nationaal Stadion, Sofia Toeschouwers: 3.092 Scheidsrechter: Hüseyin Göçek |

|                                                   |            |       |                                         |                                                                     |
| 19 november 2018 «onderlinge duels» 21:45 (UTC+2) | Cyprus     | 0 − 2 | Noorwegen                               | GSP-stadion, Nicosia Toeschouwers: 1.513 Scheidsrechter: István Vad |
| 19 november 2018 «onderlinge duels» 21:45 (UTC+2) | Sielis 80' |       | 36', 48' Kamara 42', 90' M. Elyounoussi | GSP-stadion, Nicosia Toeschouwers: 1.513 Scheidsrechter: István Vad |

### Groep 4
| Pos | Team       | Wed | W | G | V | Ptn | DV | DT | +/− | Promotie                |
| --- | ---------- | --- | - | - | - | --- | -- | -- | --- | ----------------------- |
| 1   | Servië     | 6   | 4 | 2 | 0 | 14  | 11 | 4  | +7  | Promotie naar divisie B |
| 2   | Roemenië   | 6   | 3 | 3 | 0 | 12  | 8  | 3  | +5  | Promotie naar divisie B |
| 3   | Montenegro | 6   | 2 | 1 | 3 | 7   | 7  | 6  | +1  |                         |
| 4   | Litouwen   | 6   | 0 | 0 | 6 | 0   | 3  | 16 | −13 |                         |

|                                                   |          |                  |        |                                                                        |
| 7 september 2018 «onderlinge duels» 21:45 (UTC+3) | Litouwen | 0 − 1            | Servië | LFF-stadion, Vilnius Toeschouwers: 4.378 Scheidsrechter: Robert Madden |
| 7 september 2018 «onderlinge duels» 21:45 (UTC+3) |          | 38' (pen.) Tadić |        | LFF-stadion, Vilnius Toeschouwers: 4.378 Scheidsrechter: Robert Madden |

|                                                   |          |                 |            |                                                                          |
| 7 september 2018 «onderlinge duels» 21:45 (UTC+3) | Roemenië | 0 − 0           | Montenegro | Ilie Oanăstadion, Ploiești Toeschouwers: 0 Scheidsrechter: Ivan Kružliak |
| 7 september 2018 «onderlinge duels» 21:45 (UTC+3) |          | 38', 78' Mugoša |            | Ilie Oanăstadion, Ploiești Toeschouwers: 0 Scheidsrechter: Ivan Kružliak |

|                                                    |                               |       |          |                                                                                |
| 10 september 2018 «onderlinge duels» 20:45 (UTC+2) | Montenegro                    | 2 − 0 | Litouwen | Pod Goricomstadion, Podgorica Toeschouwers: 5.239 Scheidsrechter: Jakob Kehlet |
| 10 september 2018 «onderlinge duels» 20:45 (UTC+2) | Savić 34' (pen.) Janković 36' |       |          | Pod Goricomstadion, Podgorica Toeschouwers: 5.239 Scheidsrechter: Jakob Kehlet |

|                                                    |                      |       |                                 |                                                                                      |
| 10 september 2018 «onderlinge duels» 20:45 (UTC+2) | Servië               | 2 − 2 | Roemenië                        | Rode Sterstadion, Belgrado Toeschouwers: 15.496 Scheidsrechter: Vladislav Bezborodov |
| 10 september 2018 «onderlinge duels» 20:45 (UTC+2) | A. Mitrović 26', 63' |       | 48' (pen.) Stanciu 68' Țucudean | Rode Sterstadion, Belgrado Toeschouwers: 15.496 Scheidsrechter: Vladislav Bezborodov |

|                                                  |           |       |                         |                                                                            |
| 11 oktober 2018 «onderlinge duels» 21:45 (UTC+3) | Litouwen  | 1 − 2 | Roemenië                | LFF-stadion, Vilnius Toeschouwers: 2.279 Scheidsrechter: François Letexier |
| 11 oktober 2018 «onderlinge duels» 21:45 (UTC+3) | Žulpa 90' |       | 13' Chipciu 90+4' Maxim | LFF-stadion, Vilnius Toeschouwers: 2.279 Scheidsrechter: François Letexier |

|                                                  |            |                             |        |                                                                                    |
| 11 oktober 2018 «onderlinge duels» 20:45 (UTC+1) | Montenegro | 0 − 2                       | Servië | Pod Goricomstadion, Podgorica Toeschouwers: 10.700 Scheidsrechter: Gianluca Rocchi |
| 11 oktober 2018 «onderlinge duels» 20:45 (UTC+1) |            | 18' (pen.), 81' A. Mitrović |        | Pod Goricomstadion, Podgorica Toeschouwers: 10.700 Scheidsrechter: Gianluca Rocchi |

|                                                  |           |       |        |                                                                            |
| 14 oktober 2018 «onderlinge duels» 16:00 (UTC+3) | Roemenië  | 0 − 0 | Servië | Arena Națională, Boekarest Toeschouwers: 48.513 Scheidsrechter: Kevin Blom |
| 14 oktober 2018 «onderlinge duels» 16:00 (UTC+3) | Tamaș 44' |       |        | Arena Națională, Boekarest Toeschouwers: 48.513 Scheidsrechter: Kevin Blom |

|                                                  |               |       |                                                  |                                                                               |
| 14 oktober 2018 «onderlinge duels» 21:45 (UTC+3) | Litouwen      | 1 − 4 | Montenegro                                       | LFF-stadion, Vilnius Toeschouwers: 1.515 Scheidsrechter: Robert Schörgenhofer |
| 14 oktober 2018 «onderlinge duels» 21:45 (UTC+3) | Baravykas 88' |       | 10', 45+1' (pen.) Mugoša 35' Kopitović 86' Zorić | LFF-stadion, Vilnius Toeschouwers: 1.515 Scheidsrechter: Robert Schörgenhofer |

|                                                   |                            |       |            |                                                                                          |
| 17 november 2018 «onderlinge duels» 15:00 (UTC+1) | Servië                     | 2 − 1 | Montenegro | Rode Sterstadion, Belgrado Toeschouwers: 15.416 Scheidsrechter: Alberto Undiano Mallenco |
| 17 november 2018 «onderlinge duels» 15:00 (UTC+1) | Ljajić 30' A. Mitrović 32' |       | 70' Mugoša | Rode Sterstadion, Belgrado Toeschouwers: 15.416 Scheidsrechter: Alberto Undiano Mallenco |

|                                                   |                                  |       |                    |                                                                         |
| 17 november 2018 «onderlinge duels» 21:45 (UTC+2) | Roemenië                         | 3 − 0 | Litouwen           | Ilie Oanăstadion, Ploiești Toeschouwers: 34 Scheidsrechter: Marco Guida |
| 17 november 2018 «onderlinge duels» 21:45 (UTC+2) | Pușcaș 7' Keșerü 47' Stanciu 65' |       | 44', 88' Novikovas | Ilie Oanăstadion, Ploiești Toeschouwers: 34 Scheidsrechter: Marco Guida |

|                                                   |            |              |          |                                                                                |
| 20 november 2018 «onderlinge duels» 20:45 (UTC+1) | Montenegro | 0 − 1        | Roemenië | Pod Goricomstadion, Podgorica Toeschouwers: 3.574 Scheidsrechter: Felix Zwayer |
| 20 november 2018 «onderlinge duels» 20:45 (UTC+1) |            | 44' Țucudean |          | Pod Goricomstadion, Podgorica Toeschouwers: 3.574 Scheidsrechter: Felix Zwayer |

|                                                   |                                                          |       |                 |                                                                             |
| 20 november 2018 «onderlinge duels» 20:45 (UTC+1) | Servië                                                   | 4 − 1 | Litouwen        | Partizanstadion, Belgrado Toeschouwers: 2.088 Scheidsrechter: Kristo Tohver |
| 20 november 2018 «onderlinge duels» 20:45 (UTC+1) | Žulpa 51' (e.d.) A. Mitrović 58' Prijović 71' Ljajić 74' |       | 64' Petravičius | Partizanstadion, Belgrado Toeschouwers: 2.088 Scheidsrechter: Kristo Tohver |

## Eindstand
De eindstand werd bepaald op basis van de regels die de UEFA opstelde. Deze tabel begon bij nummer 25 omdat nummers 1 tot en met 24 genummerd zijn bij divisie A en B.
| Pos | Grp | Team        | Wed | W | G | V | Ptn | DV | DT | +/− |
| --- | --- | ----------- | --- | - | - | - | --- | -- | -- | --- |
| 25  | 1   | Schotland   | 4   | 3 | 0 | 1 | 9   | 10 | 4  | +6  |
| 26  | 3   | Noorwegen   | 4   | 3 | 0 | 1 | 9   | 5  | 1  | +4  |
| 27  | 4   | Servië      | 4   | 2 | 2 | 0 | 8   | 6  | 3  | +3  |
| 28  | 2   | Finland     | 4   | 2 | 0 | 2 | 6   | 3  | 3  | 0   |
|     |     |             |     |   |   |   |     |    |    |     |
| 29  | 3   | Bulgarije   | 4   | 2 | 1 | 1 | 7   | 4  | 3  | +1  |
| 30  | 1   | Israël      | 4   | 2 | 0 | 2 | 6   | 6  | 5  | +1  |
| 31  | 2   | Hongarije   | 4   | 2 | 0 | 2 | 6   | 4  | 3  | +1  |
| 32  | 4   | Roemenië    | 4   | 1 | 3 | 0 | 6   | 3  | 2  | +1  |
|     |     |             |     |   |   |   |     |    |    |     |
| 33  | 2   | Griekenland | 4   | 2 | 0 | 2 | 6   | 3  | 4  | −1  |
| 34  | 1   | Albanië     | 4   | 1 | 0 | 3 | 3   | 1  | 8  | −7  |
| 35  | 4   | Montenegro  | 4   | 0 | 1 | 3 | 1   | 1  | 5  | −4  |
| 36  | 3   | Cyprus      | 4   | 0 | 1 | 3 | 1   | 2  | 7  | −5  |
|     |     |             |     |   |   |   |     |    |    |     |
| 37  | 2   | Estland     | 6   | 1 | 1 | 4 | 4   | 4  | 8  | −4  |
| 38  | 3   | Slovenië    | 6   | 0 | 3 | 3 | 3   | 5  | 8  | −3  |
| 39  | 4   | Litouwen    | 6   | 0 | 0 | 6 | 0   | 3  | 16 | −13 |

1. 1 2 3  Min de resultaten tegen nummer 4 ( Slovenië)
2. 1 2 3  Min de resultaten tegen nummer 4 ( Estland)
3. 1 2 3  Min de resultaten tegen nummer 4 ( Litouwen)

## Topscorers
| Pos. | Speler              |   | Gescoord met penalty | Pos.                | Speler         |   | Gescoord met penalty   | Pos. | Speler               |   | Gescoord met penalty | Pos. | Speler        |   | Gescoord met penalty |
| ---- | ------------------- | - | -------------------- | ------------------- | -------------- | - | ---------------------- | ---- | -------------------- | - | -------------------- | ---- | ------------- | - | -------------------- |
| 1.   | Aleksandar Mitrović | 6 | 1                    |                     | Kiril Despodov | 1 | 0                      |      | Siim Luts            | 1 | 0                    |      | Roland Sallai | 1 | 0                    |
| 2.   | James Forrest       | 5 | 0                    | Nikolai Dimitrov    | 1              | 1 | Kostas Manolas         | 0    | Stefan Savić         | 1 | 1                    |      |               | 1 |                      |
| 3.   | Ádám Szalai         | 4 | 0                    | Mohamed Elyounoussi | 0              | 1 | Alexandru Maxim        | 0    | Ole Kristian Selnæs  | 1 | 0                    |      |               | 1 |                      |
| 4.   | Stefan Mugoša       | 3 | 1                    | Steven Fletcher     | 1              | 1 | Konstantinos Mitroglou | 0    | Nejc Skubic          | 1 | 0                    |      |               | 1 |                      |
| 4.   | Teemu Pukki         | 3 | 0                    | Kostas Fortounis    | 0              | 1 | Charlie Mulgrew        | 1    | Pyry Soiri           | 1 | 0                    |      |               | 1 |                      |
| 6.   | Stefan Johansen     | 2 | 0                    | Ryan Fraser         | 0              | 1 | Ádám Nagy              | 0    | Pieros Sotiriou      | 1 | 0                    |      |               | 1 |                      |
| 6.   | Ola Kamara          | 2 | 0                    | Tomer Hemed         | 0              | 1 | Dominik Nagy           | 0    | Dušan Tadić          | 1 | 1                    |      |               | 1 |                      |
| 6.   | Bozhidar Kraev      | 2 | 0                    | Galin Ivanov        | 0              | 1 | Steven Naismith        | 0    | Radoslav Vasilev     | 1 | 0                    |      |               | 1 |                      |
| 6.   | Adem Ljajić         | 2 | 0                    | Marko Janković      | 0              | 1 | Todor Nedelev          | 0    | Benjamin Verbič      | 1 | 0                    |      |               | 1 |                      |
| 6.   | Nicolae Stanciu     | 2 | 1                    | Bjørn Johnsen       | 0              | 1 | Willi Orban            | 0    | Taulant Xhaka        | 1 | 0                    |      |               | 1 |                      |
| 6.   | George Țucudean     | 2 | 0                    | Glen Kamara         | 0              | 1 | Fotios Papoulis        | 0    | Panagiotis Zachariou | 1 | 0                    |      |               | 1 |                      |
| 6.   | Miha Zajc           | 2 | 0                    | Grigoris Kastanos   | 0              | 1 | Dor Peretz             | 0    | Eran Zahavi          | 1 | 0                    |      |               | 1 |                      |
| 13.  | Henri Anier         | 1 | 0                    | Beram Kayal         | 0              | 1 | Deimantas Petravičius  | 0    | Darko Zorić          | 1 | 0                    |      |               | 1 |                      |
| 13.  | Rolandas Baravykas  | 1 | 0                    | Claudiu Keșerü      | 0              | 1 | Aleksandar Prijović    | 0    | Artūras Žulpa        | 1 | 0                    |      |               | 1 |                      |
| 13.  | Robert Berić        | 1 | 0                    | László Kleinheisler | 0              | 1 | George Pușcaș          | 0    |                      | 1 |                      |      |               |   |                      |
| 13.  | Alexandru Chipciu   | 1 | 0                    | Boris Kopitović     | 0              | 1 | Dia Saba               | 0    |                      | 1 |                      |      |               |   |                      |

| Eigen doelpunt | Eigen doelpunt        | Eigen doelpunt | Eigen doelpunt |
| Pos.           | Speler                |                | Tegenstander   |
| -------------- | --------------------- | -------------- | -------------- |
| 1.             | Berat Djimsiti        | 1              | Schotland      |
| 1.             | Albin Granlund        | 1              | Griekenland    |
| 1.             | Vassilis Lambropoulos | 1              | Estland        |
| 1.             | Máté Pátkai           | 1              | Estland        |
| 1.             | Petar Stojanović      | 1              | Cyprus         |
| 1.             | Kieran Tierney        | 1              | Israël         |
| 1.             | Artūras Žulpa         | 1              | Servië         |

## EK 2020 play-off
Uit iedere divisie speelden 4 landen die zich niet wisten te plaatsen via het reguliere kwalificatietoernooi voor een plek op het EK. 20 landen plaatsen zich via het reguliere toernooi en daarbij komen dus de 4 winnaars van deze play-off waardoor het uiteindelijk aantal op 24 zal uitkomen. In principe speelden de 4 groepswinnaars deze play-off, maar als deze landen zich plaatsen voor het EK 2020 werden deze vrijgekomen plaatsen door andere landen uit deze divisie ingevuld. Doordat alle landen behalve IJsland uit divisie A zich hadden geplaatst voor het EK 2020 werd er op 22 november 2019 geloot om de vrijgekomen plaatsen in te vullen. Dat zijn landen uit deze divisie. Tevens werd er bij de loting bepaald dat de winnaar van de wedstrijd tussen Noorwegen en Servië werd benoemd als 'thuisspelend' land tijdens de finale. De wedstrijden werden gespeeld tussen 8 oktober en 12 november 2020.
Schema
|  | halve finale         | halve finale   |  |                      | finale           | finale           |
|  |                      |                |  |                      |                  |                  |
|  | 8 oktober 2020       |                |  |                      |                  |                  |
|  | Noorwegen            | 1              |  |                      |                  |                  |
|  | Servië (w.n.v.) *    | 2              |  |                      | 12 november 2020 | 12 november 2020 |
|  |                      |                |  |                      | Servië           | 1 (4)            |
|  | 8 oktober 2020       | 8 oktober 2020 |  | Schotland (w.n.s.) * | 1 (5)            |                  |
|  | Schotland (w.n.s.) * | 0 (5)          |  |                      |                  |                  |
|  | Israël               | 0 (3)          |  |                      |                  |                  |